# Stavenrecht
Das Stavenrecht ist ein nur an der nordfriesischen Küste gewohnheitsrechtlich anerkanntes dingliches Nutzungsrecht an einem Deichgrundstück, das im Laufe des 17. Jahrhunderts entstanden und gem. Art. 55, 184 EGBGB auch nach Einführung des BGB als altrechtliches Erbbaurecht erhalten geblieben ist. Es kann jedoch seit dem 1. Januar 1900 nicht mehr neu begründet werden. Seit 1919 unterfällt es der Verordnung über das Erbbaurecht.
Das Stavenrecht gewährt das vererbbare, übertragbare, teilbare und belastbare Recht, auf einem bestimmten Deichstück ein Gebäude errichten und unterhalten zu dürfen.

## Bedeutung
Das Stavenrecht sollte dazu dienen, die Sesshaftmachung von Familien unmittelbar an der Küste zu fördern, damit jederzeit genügend Arbeitskräfte bei einer plötzlichen Gefährdung für den Seedeich – z. B. bei Sturmfluten – zur Verfügung standen.
Zu diesem Zweck stellten die für die Unterhaltung der Seedeiche 1. und 2. Linie verantwortlichen Deichverbände Baugrundstücke zur unbefristeten Nutznießung auf der landseitigen Böschung der an sich unveräußerlichen See- und Mitteldeiche zur Verfügung. Das Eigentumsrecht an diesen Deichflächen musste wegen der Verantwortung für die Deichsicherheit den ausgebenden Verbänden vorbehalten bleiben, die für die Einräumung des Stavenrechts von den Stavenberechtigten ein Nutzungsentgelt (Stavengeld) erhielten.
Die „Staven“ – in der friesischen Sprache so viel wie Haus- oder Hofgrundstück – wurden an die Stavenbesitzer oder -inhaber auf unbefristete Zeit zur Nutznießung durch Bebauung vergeben mit dem Recht, dieses Stavenrecht zu vererben, in jeder Form zu veräußern oder zu verpfänden.
Die Folge ist, dass die Stavenrechte, die nach Gründung der Grundbuchämter in besondere Staven-Grundbücher bei Gericht eingetragen wurden, heute wie Eigentumsrechte einschließlich der darauf errichteten Gebäude vererbt, gehandelt und beliehen werden, ohne dass das unveräußerliche und unbelastbare Eigentum an den Deichgrundstücken selbst davon berührt ist. Die Eigentumsrechte sind in den entsprechenden Eigentums-Grundbüchern eingetragen.

## Pflichten der Staveninhaber
Die Vorbehalte der Eigentümer der Seedeiche, z. B. Deich- und Hauptsielverbände, erstrecken sich neben der meist im Stavengrundbuch in Abt. II eingetragenen Verpflichtung zur Lösung eines auf den Namen des Staveninhabers auszustellenden neuen „Stavenbriefes“ lediglich auf das Einhalten bestimmter Normen bei der Bebauung und Bepflanzung des Deichgrundstückes im Interesse der Deichsicherheit.
Die Ausstellung der Stavenbriefe hat sachenrechtlich nur deklaratorische Bedeutung. Da das Stavenrecht jedoch zu keiner Zeit Gegenstand der Deichgesetzgebung war, haben sie auch eine nicht zu unterschätzende Beweisfunktion.
Die Belastungen in Abt. II des Stavengrundbuches zu Gunsten des Grundstückseigentümers der Seedeiche können als Dauerbelastung ihrer Natur nach nicht den Vorrang gegen die in Abt. III eingetragenen Hypotheken- oder Grundschuldverpflichtungen abtreten. Sie sind zur Sicherung dieser Forderungen auch belanglos.

## Folgen bei Untergang des Gebäudes
Die Stavenbriefe sehen außerdem den Entzug des Stavenrechtes bei Untergang der Gebäude durch Brand, Abbruch usw. vor. Diese Gefahr ist durch Abschluss einer entsprechenden Wohngebäudeversicherung durch den Staveninhaber abwendbar.

## Ablösung und Eigentumserwerb
Heute sind die Eigentümer (Deichverbände) meistens bereit, gegen die Ablösung des geringen Stavenzinses mit dem 25-fachen das Eigentum an dem Grundstück auf den derzeitigen Inhaber zu übertragen, wenn der Deich durch Vorbedeichung in die 3. Linie rückt, d. h. wenn keine Deichsicherheitsinteressen mehr bestehen.

## Keine Risiken für finanzierende Banken
Die Gewährung von Darlehen unter Verpfändung der Ansprüche aus dem Stavenrecht einschließlich der auf dem Stavengrundstück stehenden Gebäude erscheint nicht risikoreicher als die Verpfändung von Grundeigentum.